# 昭和町駅 (大阪府)
昭和町駅（しょうわちょうえき）は、大阪府大阪市阿倍野区昭和町一丁目にある、大阪市高速電気軌道 (Osaka Metro) 御堂筋線の駅。駅番号はM24。

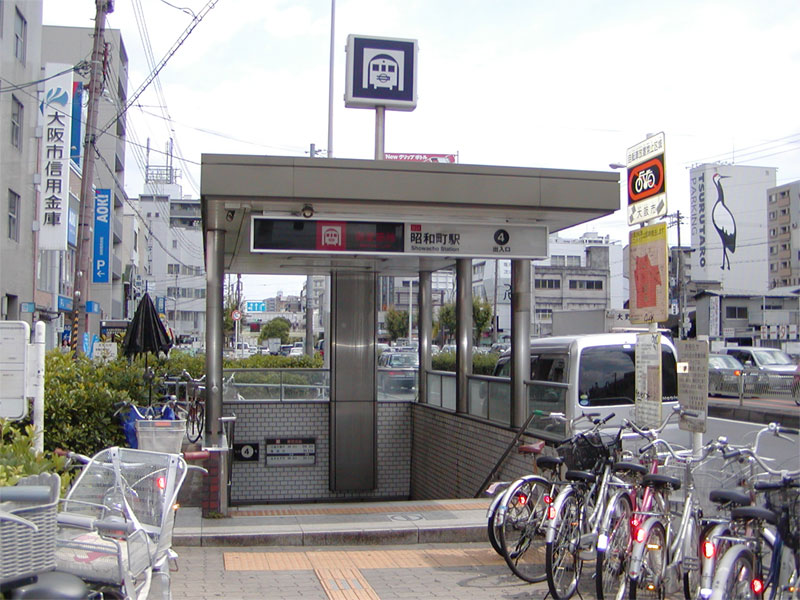
4号出入口（大阪市営地下鉄時代）

## 歴史
- 1951年（昭和26年）12月20日：1号線（現在の御堂筋線）の天王寺 - 昭和町間延伸時に開業。当時は、昭和町駅付近はＵ字型隧道であった。開業後の約1年間は終着駅であった。
- 1952年（昭和27年）10月5日：1号線が当駅から西田辺まで延伸。途中駅となる。
- 2018年（平成30年）4月1日：大阪市交通局の民営化により、大阪市高速電気軌道 (Osaka Metro) の駅となる。
- 2021年（令和3年）4月24日：可動式ホーム柵の使用を開始[1]。

## 駅構造
相対式ホーム2面2線を有する地下駅である。改札口は天王寺駅寄りと中百舌鳥駅寄りの双方に1ヵ所ずつある。
当駅は、天王寺管区駅に所属しており、駅長が配置され、当駅と西田辺駅を管轄している。

### のりば
| 番線 | 路線     | 行先                               |
| ---- | -------- | ---------------------------------- |
| 1    | 御堂筋線 | あびこ・なかもず方面               |
| 2    | 御堂筋線 | 天王寺・なんば・梅田・箕面萱野方面 |

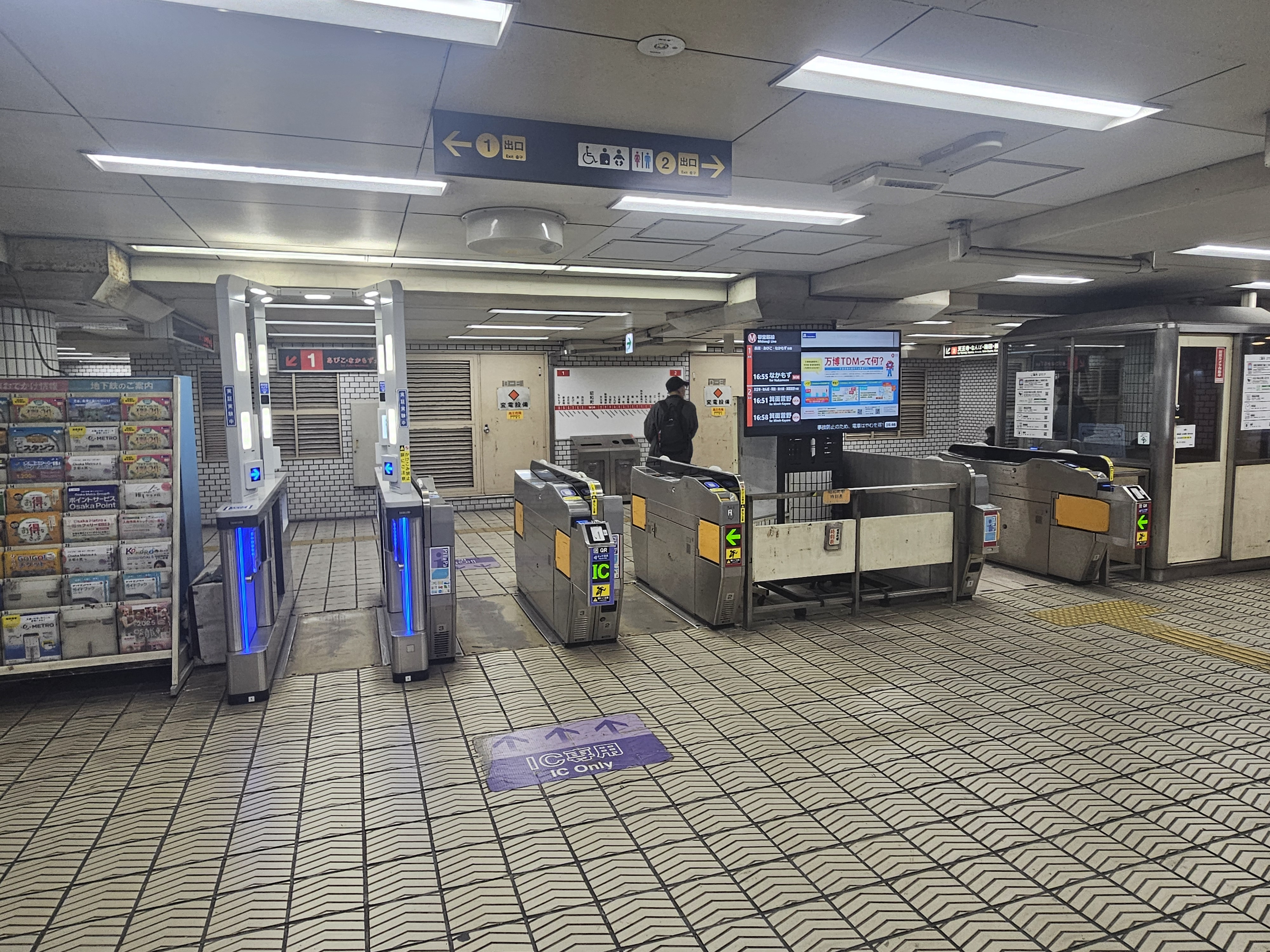
箕面萱野寄りの北改札口（2025年2月）
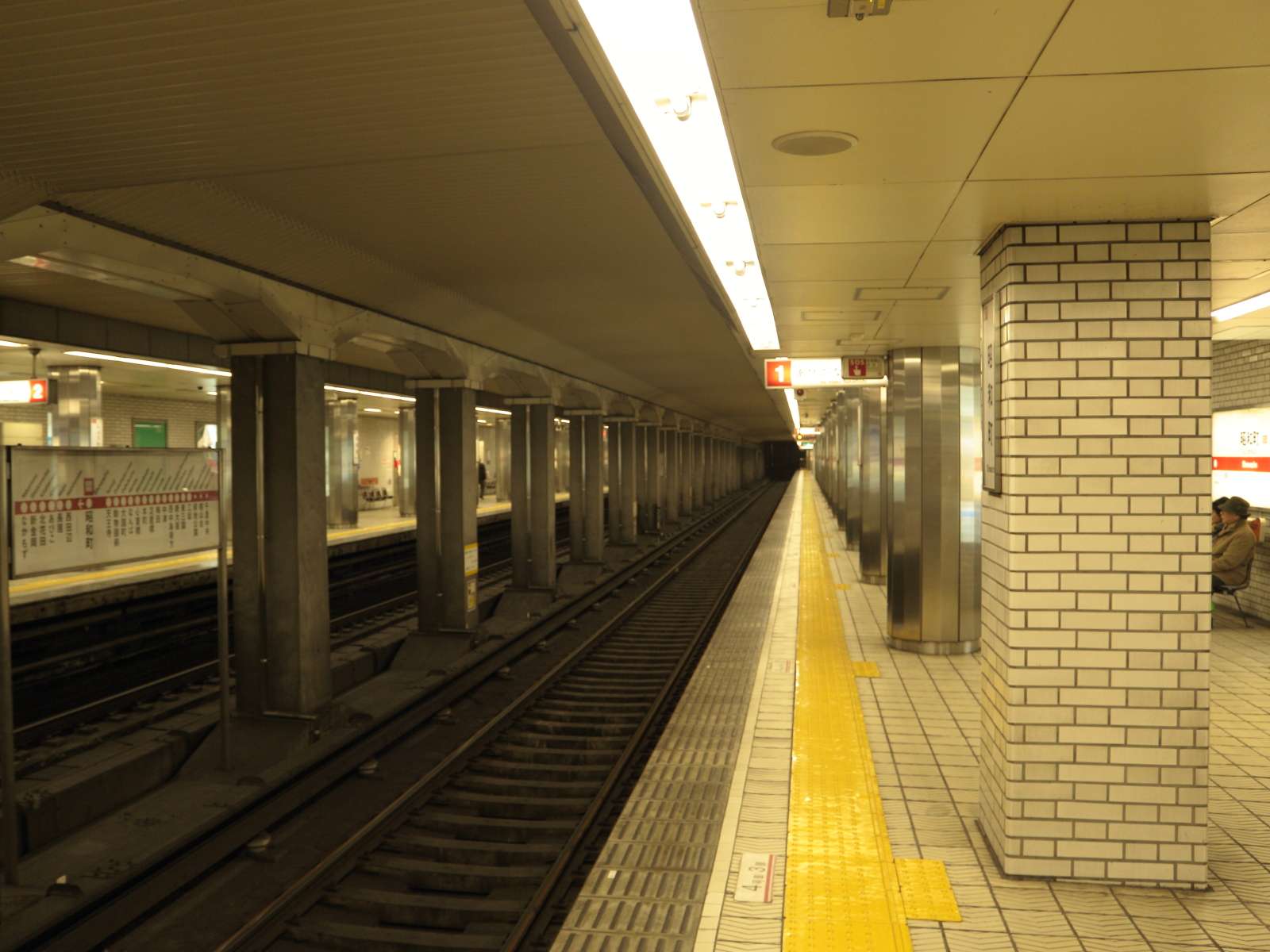
プラットホーム（2015年12月、ホーム柵設置前）
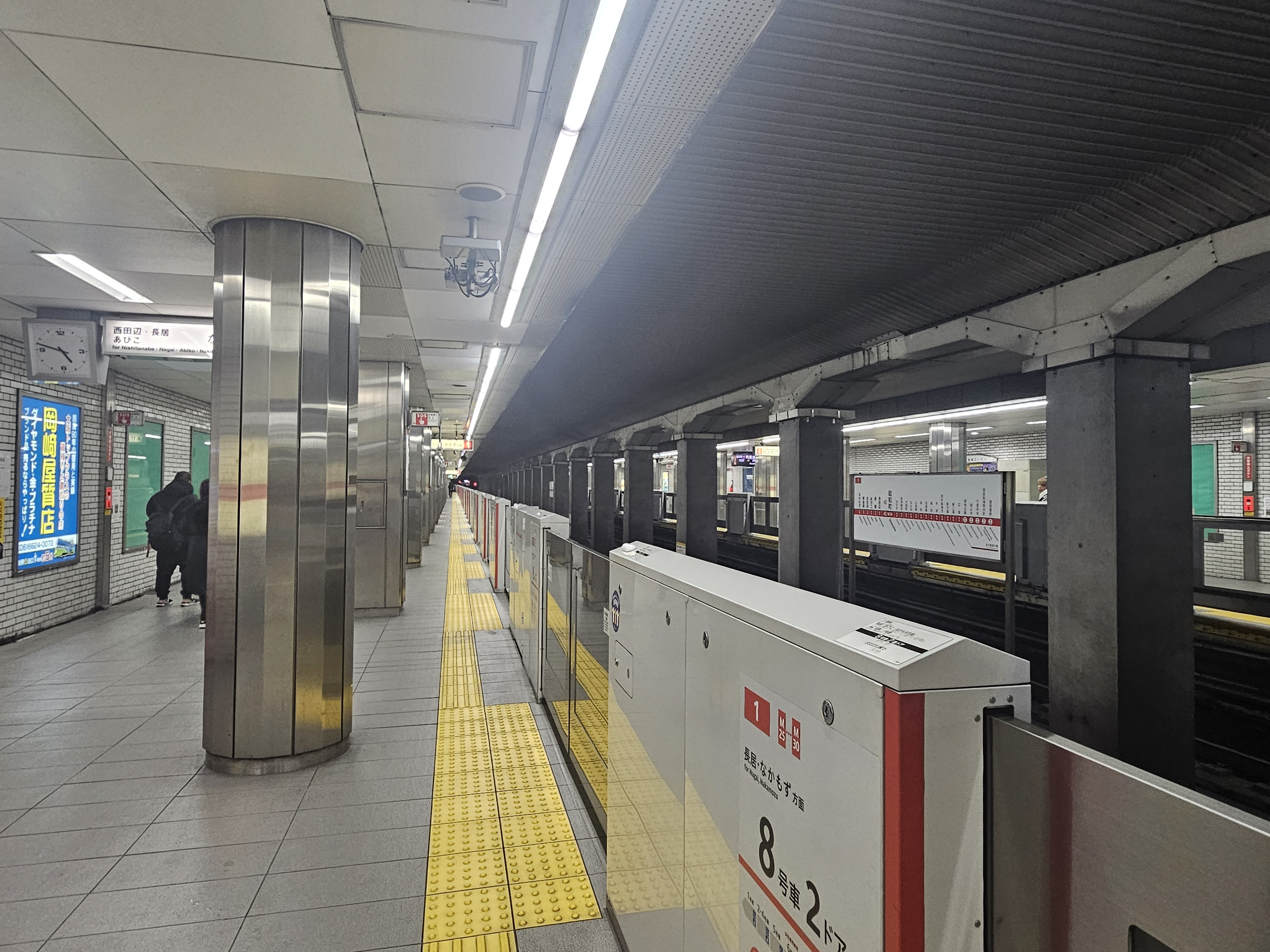
プラットホーム（2025年2月、ホーム柵設置後）

### 出口
| 出口番号 | 出口周辺                                                      | 接続改札 | 備考 |
| -------- | ------------------------------------------------------------- | -------- | ---- |
| 1        | 谷町線文の里駅・阿倍野区役所・阿倍野税務所 なにわ南府税事務所 | 北改札   |      |
| 2        | シティバスのりば                                              | 北改札   |      |
| 3        | 桃山学院高等学校                                              | 南改札   |      |
| 4        | シティバスのりば                                              | 南改札   |      |

## 利用状況
2024年11月12日の1日乗降人員は26,027人（乗車人員：13,082人、降車人員：12,945人）である。御堂筋線の駅では20駅中17位（他線と合算しない単独駅では第11位）。
各年度の特定日利用状況は下表のとおり。なお1969・1995年度の記録については、それぞれ1970・1996年に行われた調査であるが会計年度上1969・1995年度となる。
| 年度               | 調査日   | 乗車人員 | 降車人員 | 乗降人員 | 出典          | 出典          |
| 年度               | 調査日   | 乗車人員 | 降車人員 | 乗降人員 | メトロ        | 大阪府        |
| ------------------ | -------- | -------- | -------- | -------- | ------------- | ------------- |
| 1966年（昭和41年） | 11月08日 | 21,181   | 19,762   | 40,943   |               | [ 大阪府 1 ]  |
| 1967年（昭和42年） | 11月14日 | 20,724   | 19,131   | 39,855   |               | [ 大阪府 2 ]  |
| 1968年（昭和43年） | 11月12日 | 19,407   | 18,405   | 37,812   |               | [ 大阪府 3 ]  |
| 1969年（昭和44年） | 01月27日 | 20,120   | 19,371   | 39,491   |               | [ 大阪府 4 ]  |
| 1970年（昭和45年） | 11月06日 | 21,295   | 20,250   | 41,545   |               | [ 大阪府 5 ]  |
| 1972年（昭和47年） | 11月14日 | 19,089   | 18,216   | 37,305   |               | [ 大阪府 6 ]  |
| 1975年（昭和50年） | 11月07日 | 18,658   | 17,219   | 35,877   |               | [ 大阪府 7 ]  |
| 1977年（昭和52年） | 11月18日 | 17,796   | 16,536   | 34,332   |               | [ 大阪府 8 ]  |
| 1981年（昭和56年） | 11月10日 | 15,564   | 13,810   | 29,374   |               | [ 大阪府 9 ]  |
| 1985年（昭和60年） | 11月12日 | 13,285   | 12,998   | 26,283   |               | [ 大阪府 10 ] |
| 1987年（昭和62年） | 11月10日 | 14,194   | 13,733   | 27,927   |               | [ 大阪府 11 ] |
| 1990年（平成02年） | 11月06日 | 13,819   | 12,881   | 26,700   |               | [ 大阪府 12 ] |
| 1995年（平成07年） | 02月15日 | 11,224   | 10,701   | 21,925   |               | [ 大阪府 13 ] |
| 1998年（平成10年） | 11月10日 | 11,129   | 10,986   | 22,115   |               | [ 大阪府 14 ] |
| 2007年（平成19年） | 11月13日 | 11,265   | 10,823   | 22,088   |               | [ 大阪府 15 ] |
| 2008年（平成20年） | 11月11日 | 11,341   | 11,110   | 22,451   |               | [ 大阪府 16 ] |
| 2009年（平成21年） | 11月10日 | 11,107   | 10,785   | 21,892   |               | [ 大阪府 17 ] |
| 2010年（平成22年） | 11月09日 | 11,316   | 11,107   | 22,423   |               | [ 大阪府 18 ] |
| 2011年（平成23年） | 11月08日 | 11,532   | 11,209   | 22,741   |               | [ 大阪府 19 ] |
| 2012年（平成24年） | 11月13日 | 11,662   | 11,352   | 23,014   |               | [ 大阪府 20 ] |
| 2013年（平成25年） | 11月19日 | 11,912   | 11,539   | 23,451   | [ メトロ 1 ]  | [ 大阪府 21 ] |
| 2014年（平成26年） | 11月11日 | 11,820   | 11,608   | 23,428   | [ メトロ 2 ]  | [ 大阪府 22 ] |
| 2015年（平成27年） | 11月17日 | 12,454   | 12,178   | 24,632   | [ メトロ 3 ]  | [ 大阪府 23 ] |
| 2016年（平成28年） | 11月08日 | 12,259   | 12,023   | 24,282   | [ メトロ 4 ]  | [ 大阪府 24 ] |
| 2017年（平成29年） | 11月14日 | 12,713   | 12,509   | 25,222   | [ メトロ 5 ]  | [ 大阪府 25 ] |
| 2018年（平成30年） | 11月13日 | 12,569   | 12,432   | 25,001   | [ メトロ 6 ]  | [ 大阪府 26 ] |
| 2019年（令和元年） | 11月12日 | 12,287   | 12,024   | 24,311   | [ メトロ 7 ]  | [ 大阪府 27 ] |
| 2020年（令和02年） | 11月10日 | 11,604   | 11,428   | 23,032   | [ メトロ 8 ]  | [ 大阪府 28 ] |
| 2021年（令和03年） | 11月16日 | 11,558   | 11,228   | 22,786   | [ メトロ 9 ]  | [ 大阪府 29 ] |
| 2022年（令和04年） | 11月15日 | 11,978   | 11,913   | 23,891   | [ メトロ 10 ] | [ 大阪府 30 ] |
| 2023年（令和05年） | 11月07日 | 12,240   | 12,091   | 24,331   | [ メトロ 11 ] | [ 大阪府 31 ] |
| 2024年（令和06年） | 11月12日 | 13,082   | 12,945   | 26,027   | [ メトロ 12 ] |               |

## 駅周辺

### 公共機関
- 大阪市阿倍野区役所
  - 阿倍野区保健福祉センター
- 阿倍野税務署
- 阿倍野郵便局 - ゆうちょ銀行阿倍野店併設。
- Osaka Metro谷町線 文の里駅 - 近隣にあるが、連絡運輸は行っていない。

### 学校

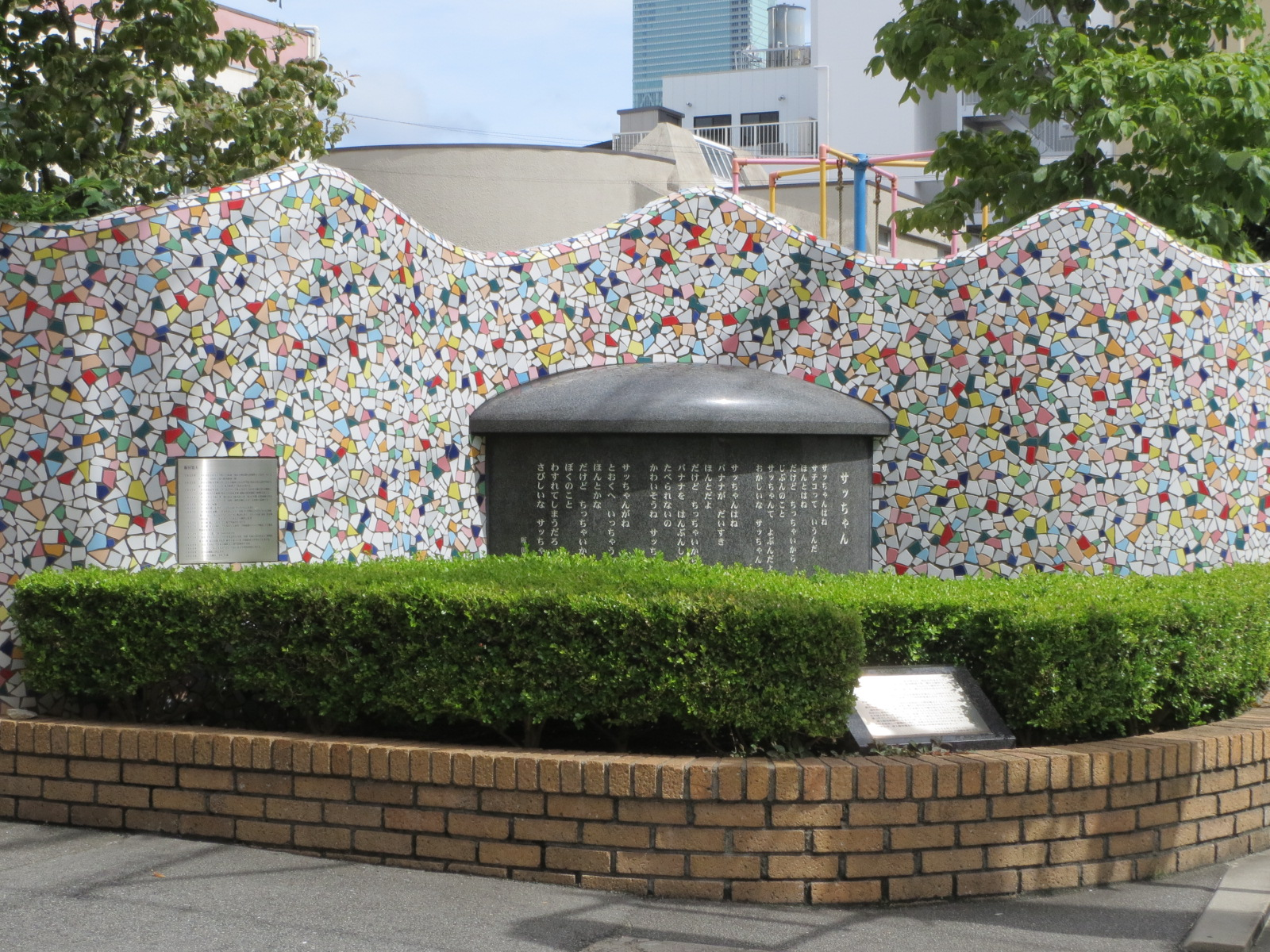
「サッちゃん」の歌碑 (2020年7月）

- 大阪府立阿倍野高等学校
- 大阪府立工芸高等学校
- 大阪市立デザイン教育研究所
- 桃山学院中学校・高等学校
- 明浄学院高等学校
- 大阪市立阿倍野中学校
- 大阪市立昭和中学校
- 大阪市立苗代小学校
- 大阪市立阿倍野小学校
- 南大阪教会付属南大阪幼稚園
  - 童謡「サッちゃん」の歌碑

### 金融機関
- 池田泉州銀行昭和町支店（■旧・泉州店舗）
- 三十三銀行阿倍野支店
- 大阪シティ信用金庫阿倍野支店
- 尼崎信用金庫昭和町支店

### 商業施設
- ライフ昭和町駅前店
- デイリーカナートイズミヤ昭和町店
- 昭和町二丁目商店街（あきんど村） - 駅より東に50メートル
  - フレッシュマーケットアオイ 昭和町店
- 文の里商店街 - 駅より東に50メートル

### 公園・その他
- 桃ヶ池公園
- 安倍晴明神社（徒歩12分）
- 寺西家阿倍野長屋・町家
- 日本基督教団南大阪教会
- 昭道館合気道本部

## 隣の駅
大阪市高速電気軌道 (Osaka Metro)
 御堂筋線
天王寺駅 (M23) - 昭和町駅 (M24) - 西田辺駅 (M25)
- ( ) 内は駅番号を示す。

### 記事本文

### 利用状況
1. ↑  路線別駅別乗降人員 - 大阪市高速電気軌道
2. ↑  大阪府統計年鑑 - 大阪府
3. ↑  大阪市統計書 - 大阪市

#### 大阪市高速電気軌道
1. ↑  路線別乗降人員 （2013年11月19日（火）交通調査） (PDF)
2. ↑  路線別乗降人員 （2014年11月11日（火）交通調査） (PDF)
3. ↑  路線別乗降人員 （2015年11月17日（火）交通調査） (PDF)
4. ↑  路線別乗降人員 （2016年11月8日（火）交通調査） (PDF)
5. ↑  路線別乗降人員 （2017年11月14日（火）交通調査） (PDF)
6. ↑  路線別乗降人員 （2018年11月13日（火）交通調査） (PDF)
7. ↑  路線別乗降人員 （2019年11月12日（火）交通調査） (PDF)
8. ↑  路線別乗降人員 （2020年11月10日（火）交通調査） (PDF)
9. ↑  路線別乗降人員 （2021年11月16日（火）交通調査） (PDF)
10. ↑  路線別乗降人員 （2022年11月15日（火）交通調査） (PDF)
11. ↑  路線別乗降人員 （2023年11月7日（火）交通調査） (PDF)
12. ↑  路線別乗降人員 （2024年11月12日（火）交通調査） (PDF)

#### 大阪府統計年鑑
1. ↑  大阪府統計年鑑（昭和42年） (PDF)
2. ↑  大阪府統計年鑑（昭和43年） (PDF)
3. ↑  大阪府統計年鑑（昭和44年） (PDF)
4. ↑  大阪府統計年鑑（昭和45年） (PDF)
5. ↑  大阪府統計年鑑（昭和46年） (PDF)
6. ↑  大阪府統計年鑑（昭和48年） (PDF)
7. ↑  大阪府統計年鑑（昭和51年） (PDF)
8. ↑  大阪府統計年鑑（昭和53年） (PDF)
9. ↑  大阪府統計年鑑（昭和57年） (PDF)
10. ↑  大阪府統計年鑑（昭和61年） (PDF)
11. ↑  大阪府統計年鑑（昭和63年） (PDF)
12. ↑  大阪府統計年鑑（平成3年） (PDF)
13. ↑  大阪府統計年鑑（平成8年） (PDF)
14. ↑  大阪府統計年鑑（平成11年） (PDF)
15. ↑  大阪府統計年鑑（平成20年） (PDF)
16. ↑  大阪府統計年鑑（平成21年） (PDF)
17. ↑  大阪府統計年鑑（平成22年） (PDF)
18. ↑  大阪府統計年鑑（平成23年） (PDF)
19. ↑  大阪府統計年鑑（平成24年） (PDF)
20. ↑  大阪府統計年鑑（平成25年） (PDF)
21. ↑  大阪府統計年鑑（平成26年） (PDF)
22. ↑  大阪府統計年鑑（平成27年） (PDF)
23. ↑  大阪府統計年鑑（平成28年） (PDF)
24. ↑  大阪府統計年鑑（平成29年） (PDF)
25. ↑  大阪府統計年鑑（平成30年） (PDF)
26. ↑  大阪府統計年鑑（令和元年） (PDF)
27. ↑  大阪府統計年鑑（令和2年） (PDF)
28. ↑  大阪府統計年鑑（令和3年） (PDF)
29. ↑  大阪府統計年鑑（令和4年） (PDF)
30. ↑  大阪府統計年鑑（令和5年） (PDF)
31. ↑  大阪府統計年鑑（令和6年） (PDF)